# Marzec 2009

## 24 marca 2009
- Czeska Izba Poselska uchwaliła wotum nieufności wobec rządu Mirka Topolánka, sprawującego prezydencję w Radzie Unii Europejskiej. (rp.pl)

## 22 marca 2009
- W Macedonii odbyła się I tura wyborów prezydenckich. Najwięcej głosów zdobyli Ǵorge Iwanow (35,04%) oraz Lubomir Frczkoski (20,41%). (gazeta.pl)
- Justyna Kowalczyk wygrała klasyfikację generalną Pucharu Świata w biegach narciarskich. (sport.pl)

## 21 marca 2009
- Na Słowacji odbyła się pierwsza tura wyborów prezydenckich. Najwięcej głosów zdobyli Ivan Gašparovič i Iveta Radičová. (gazeta.pl)

## 18 marca 2009
- W wieku 45 lat zmarła Natasha Richardson, brytyjska aktorka, żona Liama Neesona i córka Vanessy Redgrave. (BBC News)

## 17 marca 2009
- W wyniku zamieszek i zamachu stanu na Madagaskarze, Andry Rajoelina przejął władzę od Marca Ravalomanany (gazeta.pl).

## 15 marca 2009
- W wyborach prezydenckich w Salwadorze zwyciężył Mauricio Funes. (BBC News)
- Start wahadłowca Discovery rozpoczął misję kosmiczną STS-119. (BBC News)

## 11 marca 2009
- W niemieckim mieście Winnenden doszło do strzelaniny, podczas której 17-latek zabił 15 osób.

## 8 marca 2009
- Zmarł Zbigniew Religa, kardiochirurg; w latach 2005–2007 minister zdrowia w rządzie Kazimierza Marcinkiewicza i Jarosława Kaczyńskiego. (gazeta.pl)
- W wieku 61 lat zmarł Andrzej Samson polski psycholog, psychoterapeuta zajmujący się terapią rodzin i dzieci.

## 7 marca 2009
- Sonda Kepler rozpoczęła misję poszukiwania planet podobnych do Ziemi. (rp.pl)
- Zamach bombowy w Belfaście

## 3 marca 2009
- Międzynarodowy Trybunał Karny wydał nakaz aresztowania prezydenta Sudanu, Omara al-Baszira. (TVN24)

## 2 marca 2009
- Prezydent Gwinei Bissau, João Bernardo Vieira zginął w wyniku ataku na jego rezydencję. (BBC News)

## 1 marca 2009
- W drugiej turze przedterminowych wyborów prezydenckich w Olsztynie zwyciężył Piotr Grzymowicz. (rp.pl)